# Formica gynocrates
Formica gynocrates is een mierensoort uit de onderfamilie van de schubmieren (Formicinae). De wetenschappelijke naam van de soort is voor het eerst geldig gepubliceerd in 1985 door Snelling, R.R. & Buren.